# Невинномиський канал

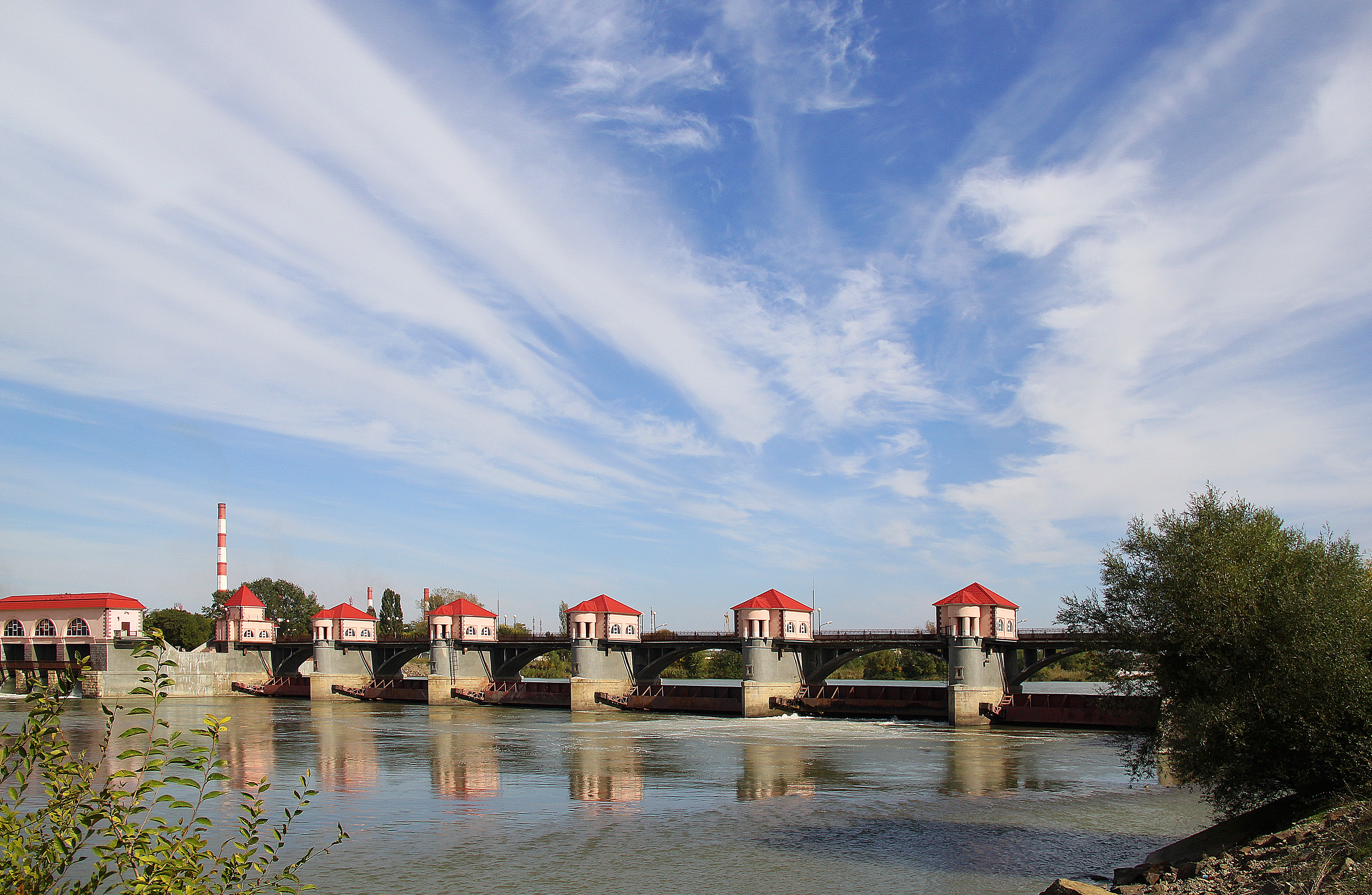
Невинномиський канал

Невинномиський канал — канал, побудований Управлінням будівництва «Ставропольстрой» і введений в дію у 1948. Провідне призначення каналу полягає в подачі води з річки Кубань в Кубань-Єгорлицьку систему для зрошення і обводнення посушливих степів Ставропольського краю і Ростовської області.
Канал бере свій початок близько міста Невинномиська, де річка Кубань перетнута греблею. Щороку канал забирає з річки Кубань понад 1,3 млрд м³ води. Кубанська вода, пройшовши каналом відстань 50 км, скидається в Сенгиліївське водосховище і в річку Великий Єгорлик. На річці Великий Єгорлик у станиці Ново-Троїцької зведено Ново-Троїцька гребля, яка утворює водосховище ємкістю 137 мільйонів м³. На Ново-Троїцькому гідровузлі вода розподіляється: частина спрямовується в Право-Єгорлицький канал, а частина по річці Великий Єгорлик подається в Маницькі водосховища.
Роботи з будівництва каналу почалися у 1936 році, але були перервані Другою світовою війною. Роботи поновилися у 1944 році, а у 1948 р. Невинномиський канал було введено в експлуатацію. Довжина 49,2 км, а його максимальна пропускна спроможність становить 75 м³/сек.
На трасі каналу побудовано 77 гідротехнічних споруд, у тому числі головне спорудження, дюкер, холосте скидання, тунель, кінцеве скидання, 13 труб під каналом, Ново-Троїцький гідровузол тощо.
Введення в дію Невинномиського каналу дозволило вирішити три важливі народногосподарські завдання: зрошення, обводнювання та виділення електроенергії. Канал дозволяє полити понад 20 тис. га земель і обводнити понад 1,5 млн га. На кубанській воді працюють Свистухинська, Сенгиліївська і Ново-Троїцька гідроелектростанції в Ставропольському краї, Пролетарська і Веселовська гідроелектростанції у Ростовській області. Загальна потужність гідроелектростанцій становить понад 30,0 тисяч кіловат.